# Benson n.º 35
Benson n.º 35 es un municipio rural canadiense situado en la provincia de Saskatchewan.

## Superficie
Benson n.º 35 tiene una superficie de 808,53 km².

## Demografía
En 2021, tenía 450 habitantes, una densidad poblacional de 0,6 hab./km², y 212 viviendas.